# لوئیس سانچس (بازیکن فوتبال، زاده ۱۹۵۲)
لوئیس سانچس (اسپانیایی: Luis Sánchez‎؛ زادهٔ ۲۳ فوریهٔ ۱۹۵۲) بازیکن فوتبال اهل کوبا بود.
وی همچنین در تیم ملی فوتبال کوبا بازی کرده است.